# Strafgesetzbuch (Japan)
Das japanische Strafgesetzbuch (刑法 keihō) von 1907 ersetzte das bisherige Strafgesetzbuch von 1880. In beiden Fällen orientierten sich die Japaner an westlichen Vorbildern.
Das Strafgesetzbuch von 1907 gilt mit zahlreichen Änderungen bis heute, die Todesstrafe wurde beibehalten (Stand 2025). 
Es wurde mehrmals ins Deutsche übersetzt, zuletzt 2021 von Keiichi Yamanaka.